# Oleh Suslow
Oleh Suslow (ukrainisch Oleh Suslow; russisch Oleg Suslow; * 1. Februar 1969 in Stachanow) ist ein ehemaliger ukrainischer Fußballnationaltorhüter.
In Österreich spielte er bereits bei VfB Admira Wacker Mödling und SV Austria Salzburg in der österreichischen Bundesliga. Seine letzte Station als Aktiver war der SC Rabenstein.
Seinen größten Erfolg in Österreich feierte Suslow als Nachfolger des Nationaltorhüters Otto Konrad bei Salzburg mit dem Gewinn des österreichischen Meistertitels in der Saison 1996/97.

## Erfolge
- Österreichischer Meister: 1997
- Österreichischer Supercupsieger: 1997